# Juan Moreira (película de 1936)
Juan Moreira es una película argentina en blanco y negro dirigida por Nelo Cosimi según el guion de José González Castillo sobre la novela homónima de Eduardo Gutiérrez que se estrenó el 17 de septiembre de 1936 y que tuvo como protagonistas a Antonio Podestá, Domingo Sapelli, Guillermo Casali, Alberto Gómez y María Esther Podestá.

## Sinopsis
La vida del gaucho Juan Moreira, su caída en el delito, persecución y muerte.

## Reparto
Intervinieron en el filme los siguientes intérpretes:
- Adolfo de Almeida
- Amalia Brian
- Margarita Burke
- Juan Carula
- Guillermo Casali
- Raúl Castro
- Mario O. Catalán
- Max Citelli
- Patrocinio Díaz
- Néstor Feria
- Alberto Gómez
- Herminia Mancini
- Sarita Watle
- Antonio Podestá
- María Esther Podestá
- Samuel Sanda
- Domingo Sapelli
- Yola Yoli
- Malisa Zini ...Extra sin acreditar
- Jacinta Diana

## Comentarios
La crónica de La Prensa señalaba que “la realización técnica presenta fallas…pobreza material que prima en su realización” y Manrupe y Portela opinan que es una “primitiva aproximación al mito gauchesco”.